# Tommy McCarthy (Boxer)
Thomas „Tommy“ Edward McCarthy (* 4. November 1990 in Belfast, Nordirland) ist ein britischer Boxer und ehemaliger EBU-Europameister im Cruisergewicht.

## Amateurkarriere
McCarthy boxte als Amateur für Irland. Er gewann 2005 eine Bronzemedaille bei den Schüler-Europameisterschaften in Russland und 2008 ebenfalls eine Bronzemedaille bei den Jugend-Weltmeisterschaften in Mexiko.
Bei den Erwachsenen gewann er die Silbermedaille im Halbschwergewicht bei den Commonwealth Games 2010 in Indien nach Finalniederlage gegen Callum Johnson und wurde 2012 und 2013 irischer Meister im Schwergewicht. Bei der europäischen Olympiaqualifikation 2012 in Trabzon besiegte er Alem Colpa und József Darmos, schied aber dann im Halbfinale gegen Vladimir Cheles aus und konnte sich somit nicht qualifizieren.
Bei den Europameisterschaften 2013 in Minsk schlug er Tomi Honka, unterlag aber im Viertelfinale gegen Teymur Məmmədov. Anschließend nahm er noch an den Weltmeisterschaften 2013 in Almaty teil und kämpfte sich gegen Nikolai Mutawski, Samir el-Mais und Emir Ahmatović ins Viertelfinale vor, wo er mit 1:2 gegen Yamil Peralta verlor.

## Profikarriere
McCarthy bestritt sein Profidebüt im Mai 2014. Er blieb in 9 Kämpfen ungeschlagen, ehe er im November 2016 nach Punkten gegen den Briten Matty Askin verlor. Nach vier folgenden Siegen, verlor er dann auch im März 2019 durch TKO gegen den Briten Richard Riakporhe.
Nach zwei Aufbausiegen gewann er dann am 11. Oktober 2019 nach Punkten gegen den Italiener Fabio Turchi und erhielt damit den Titel WBC-International-Champion. Gleich in seinem nächsten Kampf, am 31. Oktober 2020, gewann er dann auch den EBU-Europameistertitel mit einem Punktsieg gegen den Belgier Bilal Laggoune. Den Titel verteidigte er am 15. Mai 2021 durch KO gegen den Rumänen Alexandru Jur.
Am 31. Juli 2021 boxte er zusätzlich um die Meistertitel Großbritanniens und des Commonwealth, verlor dabei jedoch nach Punkten gegen Chris Billam-Smith. Es kam daraufhin zu einem Rückkampf der beiden am 16. April 2022, wobei McCarthy durch KO verlor.
Nach zwei Aufbausiegen boxte er am 4. November 2023 gegen den Polen Michał Cieślak erneut um den EBU-Titel und verlor durch TKO. Eine weitere Niederlage erlitt er in seinem nächsten Duell am 27. Januar 2024 durch TKO gegen Cheavon Clarke.